# غاستون هاردي
غاستون هاردي هو سياسي كندي، ولد في 22 أبريل 1917، وتوفي في 15 يوليو 1977. نشط حزبياً في الإتحاد الوطني.